# Orchestra Mozarteum di Salisburgo
L'Orchestra Mozarteum di Salisburgo è un'orchestra austriaca, con sede nella città e stato di Salisburgo. L'orchestra offre concerti in diversi luoghi di Salisburgo, tra cui la Großes Festspielhaus e la Grande Sala della Stiftung Mozarteum. Oltre ai concerti per orchestra sinfonica, l'orchestra funge da gruppo di accompagnamento per opere e spettacoli teatrali musicali al Salzburger Landestheater.

## Storia
L'orchestra fu fondata nel 1841 con l'aiuto dei figli di Mozart, Franz Xaver e Carl Thomas e della sua vedova Constanze, sotto la direzione musicale di Alois Taux. Nel 1908 il gruppo adottò ufficialmente il nome "Orchestra Mozarteum". L'Orchestra Mozarteum partecipa regolarmente al Festival di Salisburgo, come anche alle "Mozart Matinees" del Festival. Esegue inoltre numerosi concerti alla Settimana Salisburghese di Mozart e all'Associazione culturale di Salisburgo.
Nel 2008 l'Orchestra Mozarteum iniziò un giovane progetto, 2 ORCHESTRE, che presenta nuovi lavori per la combinazione di un'orchestra professionale e un'orchestra giovanile. Tra i compositori che hanno scritto lavori per questo progetto figurano Kurt Schwertsik e Toshio Hosokawa.
Il più recente direttore d'orchestra dell'orchestra è stato Ivor Bolton, dal 2004 al 2016. Bolton ora ha il titolo di Ehrendirigent (Direttore onorario) con l'orchestra. Nel settembre 2016 Riccardo Minasi ha fatto la sua prima apparizione come direttore ospite con l'orchestra. A dicembre 2016 l'orchestra ha annunciato la nomina di Minasi come prossimo direttore principale, a partire da settembre 2017. Uno dei direttori principali ospiti dell'orchestra è stato Trevor Pinnock. Il direttore ospite principale dell'orchestra è Giovanni Antonini.
L'Orchestra Mozarteum ha registrato commercialmente per etichette come Oehms Classics, Sony Classical e Naive.

## Direttori principali
- 1841–1861: Alois Taux
- 1861–1868: Hans Schläger
- 1868–1879: Otto Bach
- 1880–1908: Joseph Friedrich Hummel
- 1908–1911: Joseph Reiter
- 1911–1913: Paul Graener
- 1913–1917: Franz Ledwinka
- 1917–1938: Bernhard Paumgartner
- 1939–1944: Willem van Hoogstraten
- 1946: Robert Wagner
- 1947-1949: Meinhard von Zallinger
- 1949-1953: Paul Walter
- 1953–1958: Ernst Märzendorfer
- 1959: Meinhard von Zallinger
- 1960–1969: Mladen Bašić
- 1969–1981: Leopold Hager
- 1981–1984: Ralf Weikert
- 1984–1994: Hans Graf
- 1994–2004: Hubert Soudant
- 2004–2016: Ivor Bolton
- 2017–2022: Riccardo Minasi
- 09/2024–: Roberto González-Monjas